# Nati nel 1308
| Questa pagina contiene informazioni ricavate automaticamente dalle voci biografiche con l'ausilio del template Bio e di un bot. L'aggiornamento è periodico e automatico e ricostruisce completamente la pagina. Se manca una persona in questa lista, sei pregato di non aggiungerla, ma accertati piuttosto che la sua voce biografica contenga il template Bio e che i dati anagrafici siano correttamente compilati. Se il template Bio manca, inseriscilo tu stesso o, in alternativa, metti l'avviso {{tmp\|Bio}} che ne segnala la mancanza. Se i dati riportati sono sbagliati, correggi direttamente la voce biografica; le modifiche saranno visibili in questa lista entro pochi giorni. Per chiarimenti vedi il progetto biografie. La lista contiene solo le 12 persone che sono citate nell'enciclopedia e per le quali è stato implementato correttamente il template Bio. Pagina aggiornata al 13 gen 2025. |

- 26 luglio - Stefano Uroš IV Dušan, sovrano serbo († 1355)
- 12 agosto - Morinaga, principe giapponese († 1335)
- Bolko II di Świdnica, duca tedesco († 1368)
- Mastino II della Scala, condottiero italiano († 1351)
- Niels Ebbesen, militare danese († 1340)
- Jurij II di Galizia, nobile polacco († 1340)
- Gastone II di Foix-Béarn, conte († 1343)
- Giovanna III di Borgogna, nobile († 1347)
- Michele Morosini, doge († 1382)
- Signorolo Omodei, giurista italiano († 1371)
- Wang Meng, pittore cinese († 1385)
- Raimondo Berengario d'Aragona, principe († 1366)